# Białe (województwo mazowieckie)
Białe – wieś w Polsce, położona w województwie mazowieckim, w powiecie gostynińskim, w gminie Gostynin, nad Jeziorem Białym. Na terenie wsi znajdują się liczne gospodarstwa agroturystyczne.
| SIMC    | Nazwa    | Rodzaj    |
| ------- | -------- | --------- |
| 0999469 | Julianów | część wsi |

Wieś szlachecka położona była w drugiej połowie XVI wieku w powiecie gostynińskim ziemi gostynińskiej województwa rawskiego.
W czasach Królestwa Polskiego istniała gmina Białe.
W latach 1954–1961 wieś należała i była siedzibą władz gromady Białe, po jej zniesieniu w gromadzie Lucień. W latach 1975–1998 wieś administracyjnie należała do województwa płockiego.